# 이천시립어린이도서관
이천시립어린이도서관은 경기도 이천시 소재의 어린이 도서관이다.

## 연혁
- 2009년 5월 도서관 준공.
- 2009년 6월 22일 개관.

## 시설현황
- 새싹자료실, 꿈나무자료실, 꿈이룸방, 어울림터

## 이용 안내
- 이용 시간: 09:00 ~ 18:00
- 휴관일: 매주 월요일 및 법정 공휴일